# Goubad Ibadoghlou
 (novembre 2023).
La mise en forme du texte ne suit pas les recommandations de Wikipédia : il faut le « wikifier ».
Les points d'amélioration suivants sont les cas les plus fréquents. Le détail des points à revoir est peut-être précisé sur la page de discussion.
- Les titres sont pré-formatés par le logiciel. Ils ne sont ni en capitales, ni en gras.
- Le texte ne doit pas être écrit en capitales (les noms de famille non plus), ni en gras, ni en italique, ni en « petit »…
- Le gras n'est utilisé que pour surligner le titre de l'article dans l'introduction, une seule fois.
- L'italique est rarement utilisé : mots en langue étrangère, titres d'œuvres, noms de bateaux, etc.
- Les citations ne sont pas en italique mais en corps de texte normal. Elles sont entourées par des guillemets français : « et ».
- Les listes à puces sont à éviter, des paragraphes rédigés étant largement préférés. Les tableaux sont à réserver à la présentation de données structurées (résultats, etc.).
- Les appels de note de bas de page (petits chiffres en exposant, introduits par l'outil «  Source ») sont à placer entre la fin de phrase et le point final[comme ça].
- Les liens internes (vers d'autres articles de Wikipédia) sont à choisir avec parcimonie. Créez des liens vers des articles approfondissant le sujet. Les termes génériques sans rapport avec le sujet sont à éviter, ainsi que les répétitions de liens vers un même terme.
- Les liens externes sont à placer uniquement dans une section « Liens externes », à la fin de l'article. Ces liens sont à choisir avec parcimonie suivant les règles définies. Si un lien sert de source à l'article, son insertion dans le texte est à faire par les notes de bas de page.
- La présentation des références doit suivre les conventions bibliographiques. Il est recommandé d'utiliser les modèles {{Ouvrage}}, {{Chapitre}}, {{Article}}, {{Lien web}} et/ou {{Bibliographie}}. Le mode d'édition visuel peut mettre en forme automatiquement les références.
- Insérer une infobox (cadre d'informations à droite) n'est pas obligatoire pour parachever la mise en page.

Pour une aide détaillée, merci de consulter Aide:Wikification.
Si vous pensez que ces points ont été résolus, vous pouvez retirer ce bandeau et améliorer la mise en forme d'un autre article.
Goubad Ibadoghlou, également orthographié Gubad Ibadoglu ou Gubad Ibadoghlou (en azéri : Qubad İbadoğlu), né le 12 septembre 1971, est un universitaire azerbaïdjanais, défenseur des droits de l'homme et militant politique, qui depuis 2021 est chargé de recherche à la London School of Economics. Il était censé occuper un nouveau poste d'enseignant à la TU Dresden en 2023, mais le 23 juillet 2023, il est arrêté en Azerbaïdjan et placé en détention. La communauté internationale a condamné son arrestation, la qualifiant d'arbitraire et de politiquement motivée,,,,.

## Biographie

### Carrière Académique
Goubad Ibadoghlou a obtenu son doctorat en économie en 2000 à l'Université d'État d'économie d'Azerbaïdjan.
Au cours de sa carrière, il a été chercheur à l'École des hautes études commerciales de Varsovie entre les années 1999 et 2000, à l'Université d'Europe centrale de Budapest entre 2004 et 2005, à l'Université de Caroline du Nord à Chapel Hill entre 2008 et 2009, professeur invité dans le cadre du programme Fulbright chargé de recherche à l'Institute for Advanced Study de Princeton entre 2017 et 2018, et à l'Université Rutgers entre 2018 et 2021. Outre ses fonctions de professeur, il a également donné diverses conférences dans des universités, notamment à l'Université d'Oxford.

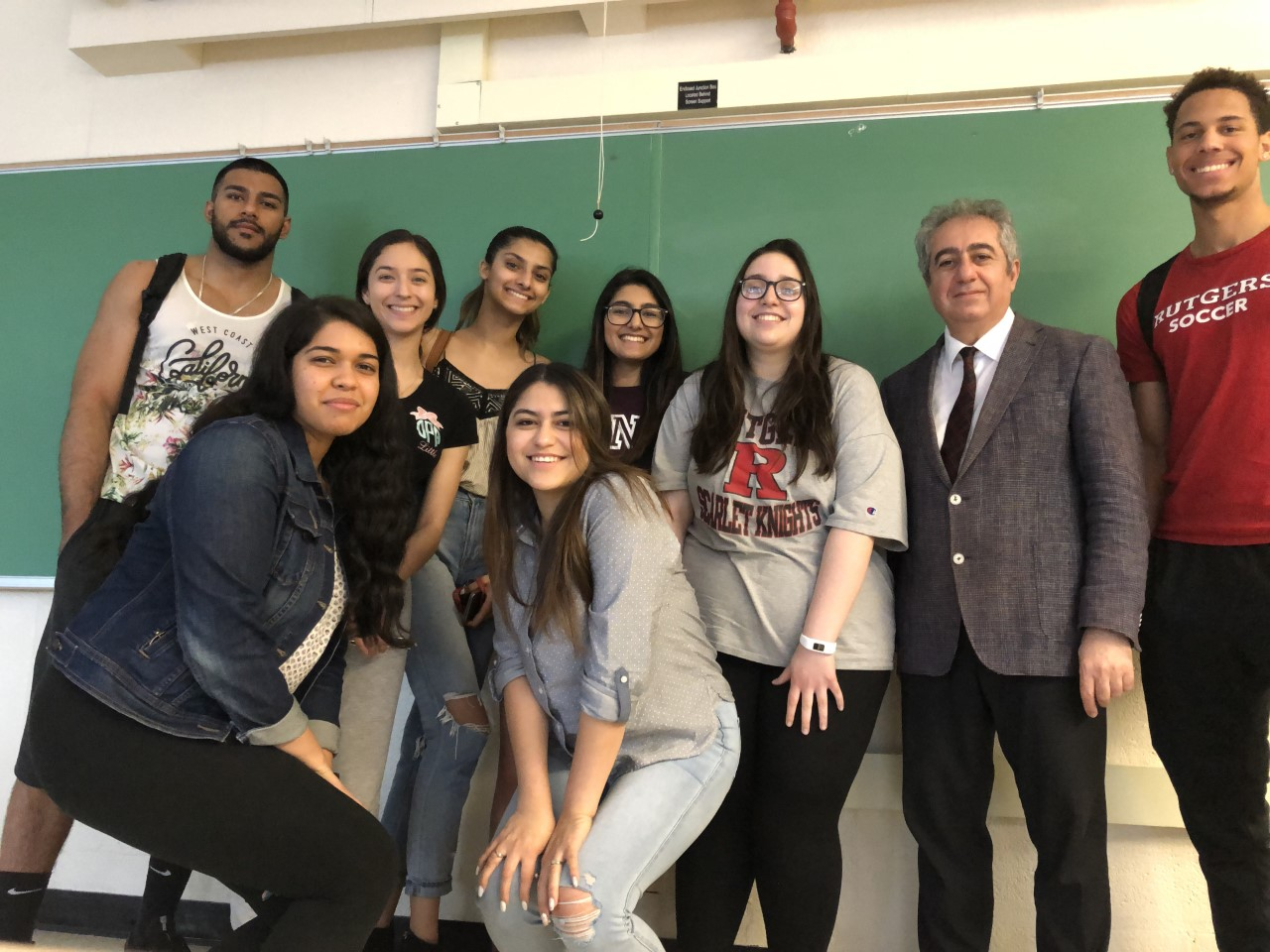
Le Dr Goubad Ibadoghlu avec ses étudiants de l'Université Rutgers.

Le Dr Goubad est associé de recherche NED Reagan-Fascell Democracy depuis 2015, menant des recherches sur le ralentissement économique dans le Caucase, le travail de gouvernance collective, la richesse en ressources naturelles et la promotion de la démocratie. En outre, le Dr Goubad a été associé de recherche à la Prague Civil Society en 2018, focalisant ses recherches sur la corruption azerbaïdjanaise et le blanchiment d'argent.
Le travail de Goubad Ibadoghlou portait en partie sur l'analyse de la montée et de la prévalence de la corruption en Azerbaïdjan et dans d'autres pays post-soviétiques du fait que leurs exportations sont dominées par le pétrole et le gaz,,. Il a écrit des articles d'opinion et des rapports sur le manque de transparence économique, la responsabilité financière et les modèles économiques dysfonctionnels mis en œuvre par les autorités de l'industrie extractivedans la région. Goubad Ibadoghlou a également publié plus de vingt ouvrages dans le domaine de la politique des ressources naturelles et de la gestion des revenus. Il s'est concentré sur la bonne gouvernance et le « pétro-autoritarisme », les énergies alternatives, analysant comment les revenus du pétrole et du gaz ont alimenté la corruption et l'autoritarisme dans les États post-soviétiques. Il accorde une attention particulière aux effets politiques des ressources naturelles dans les régions du bassin de la mer Caspienne, notamment en Azerbaïdjan, au Kazakhstan et en Russie.
Il a publié des recherches sur les effets du COVID-19 sur l'élaboration des politiques en Azerbaïdjan pendant et aprèsla pandémie et sur les effets de la deuxième guerre du Karabakh.
Dans son récent article publié dans Resources Policy, Ibadoghlu soutient sur la base de résultats empiriques l'hypothèse selon laquelle “le pétrole entravant la démocratie est valable pour les nations riches en pétrole de l'espace post-soviétique”. L'article se concentre sur plusieurs pays riches en ressources, dont l'Azerbaïdjan.
lus récemment, le Dr Goubad a publié un certain nombre d'articles sur l'accord pétrolier et gazier de l'UE; il a mis en garde contre les données éronées véhiculées par l’Azerbaïdjan concernant son pétrole, et en particulier son gaz. Le Dr Goubad a affirmé que le gaz serait fourni par la Russie et le Turkménistan, et que si l'accord était poursuivi, les droits de l'homme en Azerbaïdjan en viendraient à être complètement éradiqués
Ibadoghlu a critiqué à plusieurs reprises le président azerbaïdjanais Ilham Aliyev, le régime politique et la corruption éxistante au sein des institutions de l'État azerbaïdjanais,.

### Activisme en matière de droits civiques
Ibadoghlu a précédemment travaillé au Centre de Recherche Economique, un think tank basé à Bakou, et a siégé au comité directeur du Forum de la société civile du Partenariat oriental de l'UE (2011-2012) en tant que l'un des membres fondateurs, ainsi qu'en tant que représentant de la société civile au conseil international de l'Initiative pour la transparence des industries extractives (ITIE) pour la période 2013-2019. Il continue de coopérer avec le Forum de la société civile du Partenariat oriental sur un certain nombre de sujets et contribue à l’index du Partenariat oriental depuis plusieurs années,,,.  Il fut également membre du comité directeur du « Forum des ONG de la mer Noire » et membre du groupe de conseillers stratégiques de la coalition internationale « Publiez ce que vous payez » (PCQVP). Actuellement, il est membre du conseil consultatif du réseau de think tanks CAREC, chairman du «Board of Azerbaijan Think Tank Alliance (ATTA)», président du conseil d'administration de l'«Azerbaijan Think Tank Alliance (ATTA)», membre des groupes de travail sur « la grande corruption et la capture d'État » et sur le « recouvrement des avoirs volés » de la Coalition UNCAC - Association pour la mise en œuvre de la Convention des Nations unies contre la corruption et expert local du réseau anti-corruption pour l'Europe de l'Est et l'Asie centrale du plan d'action anti-corruption d'Istanbul (IAP), 5ème cycle du cadre de suivi et d'évaluation de l'OCDE Il a mené des recherches pour l'UNICEF, la Banque mondiale, Oxfam GB, OSF, l'UE, GIZ, USAID, le PNUD, l'OSCE, NRGİ, OSI et la Banque asiatique de développement.
Le Dr Goubad Ibadoghlou a été licencié de l'Université d'État d'économie d'Azerbaïdjan pour son militantisme en faveur des droits civils en 2019, où il a travaillé en tant que chargé de cours jusqu'en 2014 et a continué à collaborer à distance jusqu'en 2019.
Le Dr Goubad a été chef d'équipe de recherche pour le projet de financement de l'USAID et de Transparency International en Azerbaïdjan sur le « Partenariat pour la transparence » de février 2013 à février 2016. Il a travaillé comme consultant international dans les projets de la Banque mondiale et de l'IETI de décembre 2015 à janvier 2016 et dans les projets de l'USAID et du PNUD de janvier 2014 à mai 2015 au Kirghizstan. M. Goubad a également été chercheur dans le cadre du projet de financement de l'UE « Le système efficace de contrôle des finances publiques (PFC) » de juillet 2012 à avril 2014. Il est l'un des commentateurs des rapports du FMI sur l'Azerbaïdjan au titre de l'article 4 et a représenté la société civile azerbaïdjanaise lors des assemblées annuelles de la Banque mondiale, de la BERD et du FMI, où il a prononcé des discours sur la situation de la société civile azerbaïdjanaise.
La répression des ONG en Azerbaïdjan a commencé à la mi-2012 et de nombreuses ONG ont décidé de protester contre les actions du gouvernement azerbaïdjanais. Le 17 décembre 2013, le Dr Goubad a organisé une manifestation devant l'administration présidentielle et a soumis la déclaration de protestation de la société civile.
En août 2014, parallèlement à l'enquête sur les donateurs internationaux et leurs bénéficiaires, les autorités ont gelé les comptes bancaires du Centre de recherche économique (ERC) et de son directeur, Goubad Ibadoghlou
Le refus du gouvernement d'enregistrer une subvention reçue par l'ERC en 2014 a paralysé le travail de l'organisation. Ibadoghlou a déclaré à Human Rights Watch qu'il avait tenté à deux reprises d'enregistrer la subvention, mais que le ministère de la Justice avait refusé, affirmant qu'une exigence du contrat de subvention signé avec le donateur - selon laquelle les parties non utilisées de la subvention devaient être restituées au donateur - n'était pas conforme à la législation azerbaïdjanaise.
Cependant, le gouvernement n'a pas non plus autorisé la restitution de la subvention et a ouvert une enquête criminelle contre le Dr. Goubad et l'ERC sur la base d'accusations falsifiées de taxes impayées. La pénalité pour impôts impayés constitue une menace supplémentaire pour l'ERC et pour Ibadoghlou, en tant que directeur, de l'ERC qui a été condamné à une peine d'emprisonnement de deux à sept ans. Par conséquent, le Dr Goubad est en exil depuis janvier 2015 et est membre du New University in Exile Consortium.
Le 16 février, la Cour européenne des droits de l'homme a reconnu la violation de l'article 1 du Protocole n° 1 en ce qui concerne le gel du compte bancaire du Dr Goubad et de l'ERC dans l'affaire Imranova et autres c. Azerbaïdjan, requêtes n° 74254/14 et 74299/14. Le 23 février 2023, la Cour européenne des droits de l'homme a jugé que le fait d'empêcher le Dr Goubad Ibadoghlou d'enregistrer le Centre d'initiative publique, une autre ONG axée sur les droits civils, constituait une violation de l'article 11 dans l'affaire Bayramov et Imanov c. Azerbaïdjan, requête n° 79522/13.

### Critique du gouvernement
Goubad Ibadoghlou est l'un des rapporteurs de la Banque mondiale, de la BERD et d'autres banques qui accordent des prêts à l'Azerbaïdjan. Diverses banques s'appuient sur ses informations concernant l'économie azerbaïdjanaise pour accorder des prêts à l'Azerbaïdjan. En 2023, Ilham Aliyev a prononcé un discours public sur le Dr Goubad : «Les soi-disant experts en économie, qui lancent des cris de coqs à l'étranger et dans le pays, ouvrez grand vos yeux, et gardez votre piège à rat fermé dans l'estomac!»
Entre 2001 et 2011, Dr Goubad a publié un rapport des douanes azerbaïdjanaises prouvant que des marchandises d'une valeur de 11 milliards de dollars avaient été importées illégalement dans le pays, sans enregistrement auprès de l'État et sans paiement de taxes et de droits au budget.
Les médias indépendants azerbaïdjanais s'appuient sur les critiques et les analyses du Dr Goubad concernant la corruption en Azerbaïdjan. Récemment, il a analysé et fait rapport de la corruption et des détournements de fonds dans le Haut-Karabakh, confirmant les relations d'affaires népotiques d'Aliyev et d'Erdogan. Ibadoghlou a critiqué le gouvernement azerbaïdjanais, les agences officielles et les ministères pour le blanchiment d'argent, la corruption,, le détournement de fonds, l'exploitation de main-d'œuvre, la fraude, l'extorsion.
Peu avant son arrestation, Ibadoghlou prévoyait de publier des recherches sur les dépenses azerbaïdjanaises dans le Haut-Karabakh et ses environs, notamment sur les entreprises d'Aliyev et de sa famille, ainsi que sur les entreprises d'autres membres de l'élite azerbaïdjanaise dans le Haut-Karabak. Le Dr. Ibadoghlou a également cherché à exposer le vaste empire immobilier de la famille Aliyev à Londres qu'il a filmé sur sa chaîne YouTube. La série d'articles de Goubad Ibadoghlou sur la corruption et les détournements de fonds au Haut-Kabarakh et ses discours sur « BİZ.tv » auraient également joué un rôle dans son arrestation.

### Journalisme

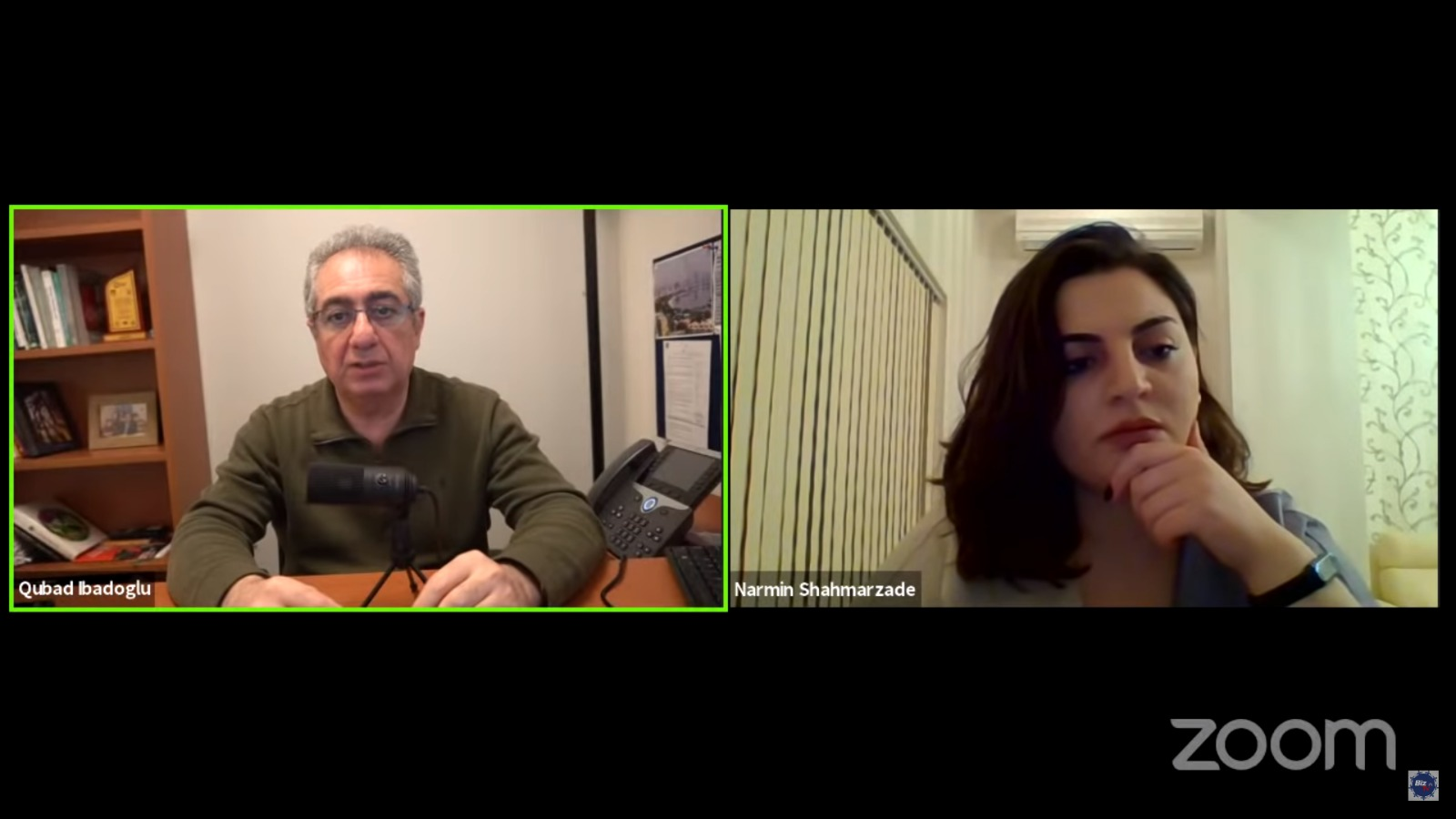
L'émission quotidienne du Dr Goubad avec la militante féministe Narmin Shahmarzade sur le thème: « Pourquoi la réponse du public et l'engagement civique sont-ils faibles ? »

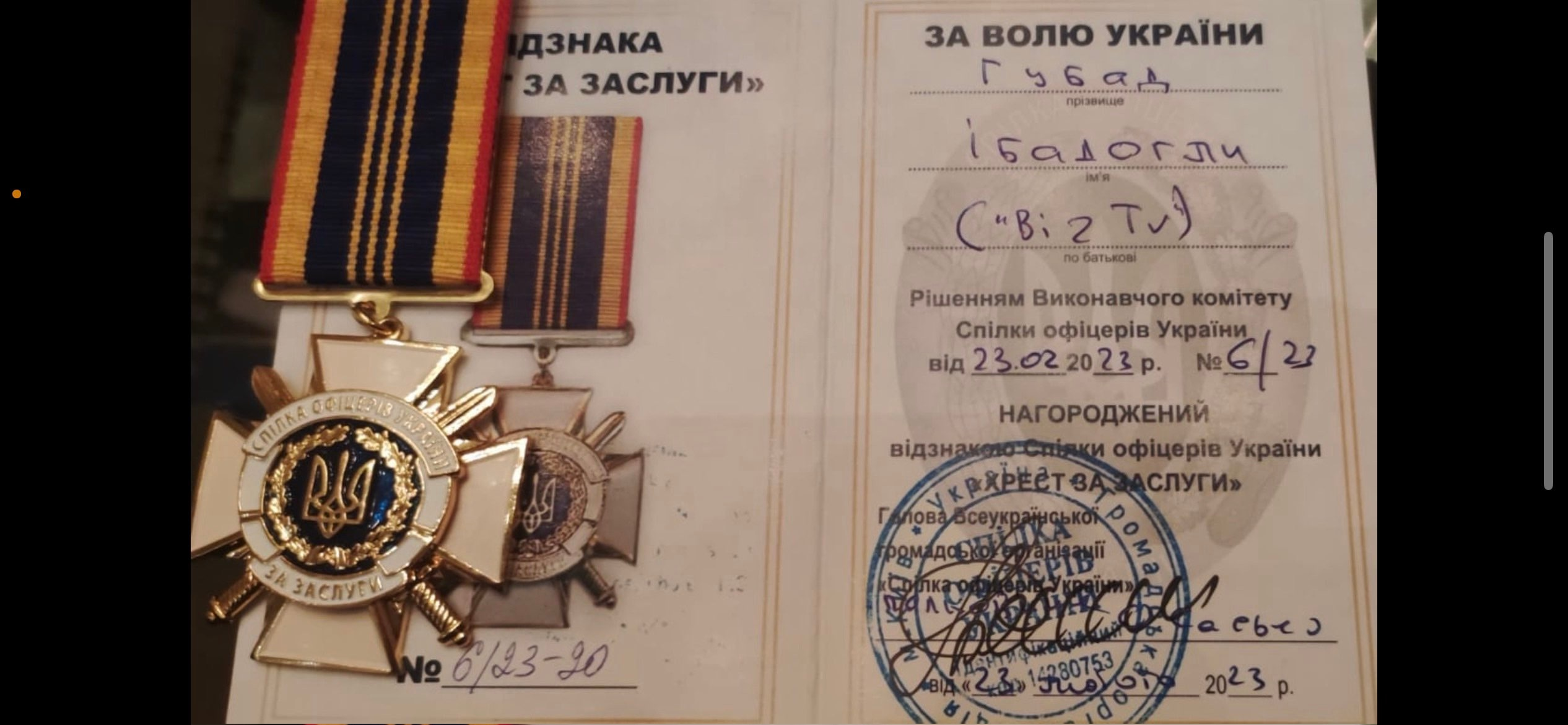
Goubad Ibadoghlu a reçu la reconnaissance de l'Ukraine pour son travail journalistique sur la couverture de l'invasion russe de l'Ukraine sur la chaîne de télévision BIZ.

En 1995-1999, le Dr Goubad a été rédacteur en chef du journal économique «Ekonomiks», et de janvier 2000 à janvier 2015, il a été rédacteur en chef du magazine scientifique et économique «Ekspert» Le Dr Goubad a également été rédacteur en chef et chef du département économie des journaux Manat+ et Millət (The Nation). Après la répression des ONG du pays, le magazine Expert a lui aussi été forcé à fermer. Jusqu’au moment de son arrestation, il animait des émissions quotidiennes sur l'économie et la politique sur la chaîne YouTube BIZ TV. Le Dr Goubad réalisait des analyses et des émissions quotidiennes expliquant diverses questions économiques et politiques liées à l'Azerbaïdjan et interviewait également des invités sur ces sujets. Les sujets récemment traités par BIZ TV étaient « la corruption dans le Haut-Karabakh», «les conditions de détention de Bakhtiyar Hajiyev», «la guerre en Ukraine», «la répression accrue dans le pays» et les droits politiques, sociaux et économiques.

### Initiatives publiques
En juin 2023, Ibadoghlou a créé la Azerbaijani Youth Education Foundation,, au Royaume-Uni, avec deux autres politiciens de l'opposition azerbaïdjanaise, Jamil Hasanli et Arif Mammadov, afin de soutenir l'enseignement supérieur pour les jeunes Azerbaïdjanais, de les placer dans des universités à l'étranger et de favoriser une nouvelle génération de professionnels «pour l'avenir de l'Azerbaïdjan». Il a déclaré sur Facebook que la fondation serait financée par des dons ainsi que par des avoirs étrangers confisqués aux élites azerbaïdjanaises corrompues à l'étranger.

### Carrière politique
Ibadoghlu était le président du Mouvement pour la démocratie et la prospérité de l'Azerbaïdjan (MDPA), créé en 2014 avec une plateforme sociale-démocrate, qui s'est vu refuser arbitrairement six fois l'enregistrement en tant que parti politique par les autorités azerbaïdjanaises. Le MDPA, un mouvement politique relativement petit s’est concentré uniquement sur la rédaction de programmes d'aide sociale et demandé une amélioration des politiques d'aide sociale. Le MDPA n'a jamais participé aux élections et n'a jamais eu d'aspirations politiques.
Goubad Ibadoghlu a principalement vécu en exil. Selon des rapports de ces dernières années, Ibadoghlu s'est rendu en Azerbaïdjan principalement pour s'occuper d'un parent.

## Detention
Le 23 juillet 2023, vers 13 heures, Goubad Ibadoghlou et son épouse, et Irada Bayramova ont été arrêtés par quatre à six voitures civiles qui ont encerclé la voiture du Dr Goubad et forcé un accident de la circulation en la percutant par l'arrière et par l'avant. Une vingtaine de personnes en civil sont sorties des voitures, forçant Ibadoghlou et Bayramova à sortir de la voiture, Les agresseurs ont ensuite agressé physiquement le couple, leur infligeant de graves contusions. Les séquelles qu’Irada Bayramova a subi sont : des ecchymoses sur tout le corps, des bosses sur la tête, une commotion cérébrale et un syndrome de stress post-traumatique. Mme Bayramova a été plaquée au sol par huit policiers. Le Dr Goubad a été transporté en gare à vue et y a été battu. Des insultes verbales ont également été proférées par les agents. L'avocat n'a pas été autorisé à examiner son corps pour y déceler des traces de torture.
Le couple Ibadoghlou a ensuite été emmené à la Direction principale de la lutte contre la criminalité organisée (MDCOC). Ils ont été maintenus dans des pièces séparées et M. Goubad n'a pas pu voir son avocat jusqu'à environ 17 heures le 23 juillet 2023,.
Le ministère de l'Intérieur a déclaré qu'Irada Bayramova n'avait pas été détenue et n'était pas avec le Dr Goubad. Irada Bayramova a déposé une plainte contre les mauvais traitements qu'elle a subis et a donné une interview montrant ses blessures.
Aucune charge n'a été retenue contre le Dr Goubad lors de la perquisition et de la saisie. Il a été brutalement détenu en tant que témoin afin que le Dr Goubad ne bénéficie d'aucune protection juridique.
Le lendemain, après la perquisition, une première accusation est portée contre Goubad Ibadoghlou et les charges ont été aggravées le jour suivant par l'ajout d'une circonstance aggravante. L'article d'accusation a été modifié en 204.3.1 : «la préparation, l'acquisition ou la vente de fausse monnaie ou de faux titres par un groupe organisé» et il risquait jusqu'à douze ans de prison

Le 24 juillet, le tribunal de district de Narimanov décide d'une détention préventive de trois mois et 26 jours, et il est transporté au centre de détention. Le tribunal de district décide d'une détention préventive sans aucune justification.

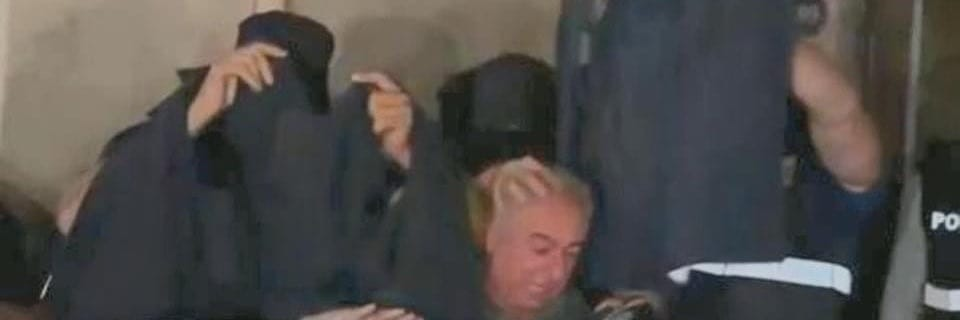
Le Dr Goubad Ibadoghlu violemment arrêté après la perquisition illégale de son bureau en septembre. Il s'agit de sa dernière apparition.

La police a introduit 40.000 dollars américains dans l'ancien bureau du Dr Goubad. La perquisition a été menée illégalement. L'endroit avait été utilisé par le Dr Goubad il y a huit ans comme bureau pour le Centre de recherche économique. Le bureau n'était plus utilisé depuis que le Dr Goubad résidait en dehors de l'Azerbaïdjan durant huit ans et que l'appartement ne lui appartenait plus. Le matin du 23 juillet 2023, l'actuel chef de bureau tente d'entrer dans le bureau mais constate que les serrures ont été changées. Lors du transport du Dr Goubad du bureau à la voiture de police, la police lui couvre la tête d'un voile noir Lors du transport du Dr Goubad du bureau à la voiture de police, la police lui couvre la tête d'un voile noir.

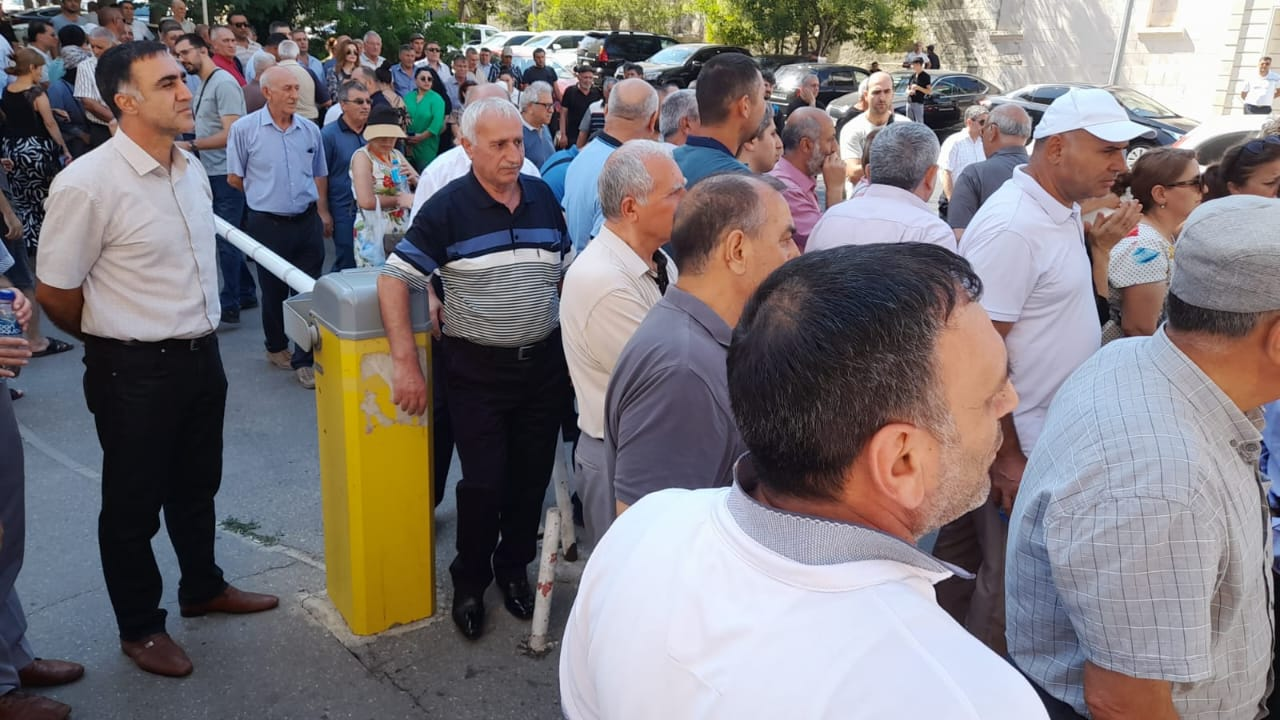
Des soutiens civils du Dr Goubad, rassemblés devant le tribunal pour le soutenir.

Le 25 août 2023, après que de nombreux sénateurs et membres du Congrès eurent apporté leur soutien au Dr Goubad, afin de réduire le soutien international, il fut inculpé en vertu de l'article 167-3.1 (production, stockage ou distribution de matériel extrémiste religieux). L'aînée des enfants du Dr Goubad, Zhala Bayramova, et ses avocats ont déclaré que des versions PDF d'une cinquantaine de livres de Fethullah Gülen auraient été trouvées. Les livres se trouvaient à l'intérieur de documents et d'ordinateurs. Aucun des ordinateurs n'appartenait en réalité au Dr Goubad Ibadoghlou, et les documents et livres saisis n'ont pas été consignés dans le protocole. Les accusations liées à Gülen et à l'extrémisme islamique ont été utilisées pour réduire le soutien international. Les accusations liées à Gülen et à l'extrémisme islamique ont été utilisées pour réduire le soutien international, tandis que le fait d'être athée et de soutenir les LGBTQIA+ a été utilisé pour réduire le soutien local. Lorsque la police a perquisitionné leur domicile afin de recueillir des preuves pour l'accusation, elle a trouvé la collection de vins et d'alcools du Dr Goubad, mais ne l'a pas ajoutée comme preuve. Le ministère de l'Intérieur azerbaïdjanais a déclaré aux médias qu'il avait été identifié par Anar Aliyev, l'une des quatre personnes détenues précédemment, comme un membre de FETÖ. Le Dr Goubad affirme qu'il n'a aucun lien avec FETÖ ou tout autre groupe religieux et qu'il n'est ni croyant ni religieux.
Selon le Washington Post, la raison réelle de sa détention est plus probablement liée aux événements de juin 2023, lorsqu'il a aidé à fonder l'Azerbaijani Youth Educational Foundation au Royaume-Uni, visant à préparer une nouvelle génération de professionnels azerbaïdjanais. Cette opinion est partagée par de nombreux critiques. « Cette question - les trésors sortis du pays et leur sécurité - est le sujet le plus sensible et le plus tabou pour le gouvernement », a écrit un expert en éducation, Rashad Aliyev, alléguant que l'intention d'Ibadoghlou de travailler à la confiscation de ces fonds était la seule raison de son arrestation.

### Campagne de diffamation
Depuis le 14 juillet 2023, les médias azerbaïdjanais affiliés à l'État ont beaucoup parlé de Goubad Ibadoghlou et de ses liens présumés avec la FETÖ. Du 21 juillet 2023 jusqu'à son arrestation le 23 juillet, les médias d'État ont rapporté que Goubad Ibadoghlou avait été arrêté sur la base d'accusations liées à la FETÖ, même si l'enquête officielle et les décisions de justice n'ont pas fait mention des liens avec la FETÖ.
Les médias gouvernementaux publient des articles tentant de lier le Dr Goubad à la FETÖ, à la Fondation Soros, à l'athéisme, aux droits des personnes LGBTQIA+, laissant entendre qu'il est un espion iranien et qu'il a des liens étroits avec la diaspora arménienne. Ces articles sont rédigés soit par des auteurs anonymes, soit par des représentants de l'État azerbaïdjanais eux-mêmes.

### Santé et mauvais traitement en centre de détention
La santé du Dr Goubad s'est rapidement dégradée en prison où on lui refuse l'accès aux soins médicaux malgré une grave maladie cardiaque préexistante. Selon le centre médical Archway, le Dr Goubad est exposé à des risques de maladies cardiaques, de maladies rénales, d'accidents vasculaires cérébraux et de maladies des veines périphériques. D'après sa famille, le Dr Goubad présente une dilatation aortique allant jusqu'à 4,1 mm, ce qui signifie un risque accru de rupture du principal vaisseau sanguin. Il a développé des sédiments dans sa vésicule biliaire, une hypertrophie et un dysfonctionnement diastolique ont été détectés dans le ventricule gauche du cœur, un gonflement près de la glande thyroïde (goitre), une fluctuation de la pression artérielle et du taux de sucre dans le sang, a perdu 10 kg la première semaine et 15 kg en moins d'un mois,. Le frère du Dr Goubad, Galib Bayramov, a déclaré qu'il était soumis à la torture dans le centre de détention, ce qui aggravait son état nerveux. La lumière n'est pas éteinte la nuit dans sa cellule, Ibadoghlou ne peut pas dormir correctement, ce qui aggrave ses problèmes de santé, son taux de glycémie ne diminue pas, sa tension artérielle ne baisse pas et son pouls reste élevé,,,. Le stress nerveux causé par l'arrestation et l'agression transnationale a entraîné l'aggravation du goitre thyroïdien, des problèmes rénaux et d'autres organes, et la vision de son œil gauche s'est également détériorée.
Il est confiné dans une cellule surpeuplée et mal ventilée, ce qui exacerbe ses problèmes de tension artérielle et présente de graves risques pour une personne souffrant d'un anévrisme de l'aorte. Les niveaux élevés de sucre dans le sang signalés par le personnel médical de la prison ont déclenché des changements néfastes au niveau des reins, aggravés par une déficience visuelle. Des facteurs tels que son état mental, l'inactivité, les conditions insalubres et la pression psychologique constante ont empêché toute amélioration de son bien-être.
Ibadoghlou a l'impression que ses codétenus, condamnés pour de graves crimes, l'espionnent, ce qui le laisse isolé et incapable de chercher de l'aide pour ses besoins fondamentaux. Le Dr Goubad est moins bien traité que ses autres compagnons de cellule et la pièce manque de lumière naturelle, d'eau potable et d'aération.
Le centre de détention refuse de lui fournir des médicaments, ce qui oblige la famille du Dr Goubad à trouver des moyens peu conventionnels pour lui faire parvenir les médicaments dont il a besoin.
L'avocat de Goubad Ibadoghlou a envoyé 21 demandes au Ministère de la Justice pour obtenir des documents médicaux relatifs aux résultats de l'examen de son client. Cependant, les résultats de ses examens et tests n'ont pas été présentés à l'avocat pendant longtemps - les demandes de l'avocat ont été rejetées ou n'ont pas reçu de réponse du tout. Les documents médicaux préparés pour être soumis à la Cour européenne des droits de l'homme ont été falsifiés et n'ont été remis à l'avocat qu'après que la Cour européenne des droits de l'homme a statué en faveur des mesures provisoires.
Selon openDemocracy, il s'agit d'une tactique connue employée par le gouvernement azerbaïdjanais. Le gouvernement azerbaïdjanais a libéré des prisonniers politiques comme Ibadoghlou dans un état tel qu'ils ne peuvent plus critiquer le gouvernement.
Le bureau du CICR à Bakou s'est vu refuser à trois reprises l'autorisation de voir et d'examiner le Dr Goubad par le centre de détention. Le CICR a maintenant fait appel directement au service pénitentiaire,.
La Cour européenne des droits de l'homme, conformément à la norme 39 du règlement de la Cour, a pris des mesures provisoires en raison de la détérioration rapide de l'état de santé du Dr Goubad. La Cour européenne des droits de l'homme a ordonné au gouvernement azerbaïdjanais de prendre des mesures urgentes pour assurer la protection de la santé d'Ibadoghlou et d'en informer la Cour de Strasbourg.
Les proches du Dr Goubad ont également déclaré que l'eau potable, la nourriture et les produits de nettoyage lui étaient interdits ou rationnés.
La liste téléphonique de ses avocats a été retirée au Dr Goubad Ibadoghlou par le centre de détention, bien que l'accusé ait le droit de contacter des avocats à tout moment. Le professeur Goubad Ibadoghlou a également été informé que la livraison de documents, y compris la réponse du gouvernement à la Cour européenne des droits de l'homme, de lettres et de livres lui était interdite.

### Agression transnationale contre la famille du Dr. Goubad.
Le chef adjoint du centre de détention, Ahad Abdiyev, a exigé du Dr Goubad les numéros de téléphone et les adresses de ses enfants vivant à l'étranger et a menacé de priver le Dr Goubad de la possibilité de parler au téléphone s'il ne les fournissait pas.
Le frère et le cousin du Dr Goubad ont été interdits de quitter le pays sans aucune décision de justice ou base légale. L'interdiction a également été imposée aux membres de la famille qui ne portent pas le nom de famille «Bayramov».
Le 19 août 2023, la chambre du fils du Dr Goubad, Emin Bayramli, dans un appartement partagé a été saccagée, sans toucher aux affaires de ses colocataires dans les autres chambres. Les voleurs ont seulement fouillé l'armoire et le lit d'Emin et détruit ses affaires et ses vêtements. Ils n'ont pas volé la télévision ni aucun autre objet de valeur mobilier de la maison. Les voleurs n'ont pris que le sac d'Emin. Dans ce sac se trouvaient les documents d'Emin et du Dr Goubad, tels que des pièces d'identité, des copies de visa et des relevés bancaires. L'incident fait l'objet d'une enquête.
Le 8 septembre 2023, des photos personnelles de sa fille, Zhala Bayramova ont été diffusées sur Internet. Selon Zhala Bayramova, son ancien téléphone lui aurait été confisqué et les photos s’y trouvant, diffusées. Zhala Bayramova fait également l'objet d'un harcèlement constant et de campagnes de diffamation en raison de sa position d'activiste pacifiste dans la guerre du Haut-Karabakh.

### Réactions

#### Réactions initiales
Human Rights Watch a déclaré que « la détention d'Ibadoghlou s'inscrit parfaitement dans le cadre d'une pratique de longue date consistant à porter des accusations douteuses contre les détracteurs du gouvernement en Azerbaïdjan ». Le Département d'État américain a déclaré qu'il « suivait de près » l'arrestation,. La porte-parole de l'UE a déclaré sur Twitter que « l'UE suit de près les développements liés à l'arrestation de l'universitaire et activiste de renom Goubad Ibadoghlou. Nous appelons [l'Azerbaïdjan] à garantir son accès aux médicaments, à le libérer rapidement et à respecter ses droits, y compris son droit à une procédure régulière. » Les ambassades du Royaume-Uni, de la France, des États-Unis et de l'Allemagne ont publié une déclaration commune peu après l'arrestation, appelant au respect des droits de Goubad Ibadoghlou, à l'accès aux médicaments et à une procédure judiciaire équitable,,. L'eurodéputée Viola von Cramon a déclaré sur Twitter : « Aliyev persécute brutalement toute voix critique en Azerbaïdjan, qui expose la corruption du régime, Goubad Ibadoghlou est sa dernière victime. Il a été arrêté sur la base de fausses accusations, agressé et privé de soins médicaux. Ce régime n'est pas un partenaire digne de confiance pour l'UE. »
L'ancien ambassadeur des États-Unis en Azerbaïdjan, Richard D. Kauzlarich, a déclaré que les États-Unis devaient prendre l'initiative de montrer que les violations continues des droits de l'homme ont des conséquences et appliquer des sanctions aux fonctionnaires azerbaïdjanais responsables de l'arrestation illégale et du maintien en détention du Dr Goubad.

#### États-Unis
Les membres du Congrès américain Bill Keating, Tom Kean et Gerry Connolly ont fait une déclaration commune appelant le gouvernement azerbaïdjanais à respecter ses droits et à garantir l'accès aux médicaments et un procès équitable à Ibadoghlou, mettant en évidance son état de santé. Le représentant américain Frank Pallone a également fait une déclaration appelant le Département d'État à obtenir la libération de Goubad Ibadoghlou.
Les sénateurs américains Marco Rubio et Ben Cardin ont demandé la libération immédiate de Goubad Ibadoghlou, citant des accusations criminelles sans fondement et le manque de soins médicaux fournis à Goubad Ibadoghlou,. Le sénateur américain Bob Menendez a publié une déclaration de la Commission des relations étrangères du Sénat demandant également la libération de Goubad Ibadoghlou. Le sénateur américain Chris Van Hollen a appelé à faire pression sur « le président Aliyev pour qu'il cesse de réprimer la liberté d'expression, de cesser de réprimer les dissidents politiques et de libérer les prisonniers politiques comme l'économiste Goubad Ibadoghlou – ainsi que de mettre fin au blocus du Haut-Karabakh. » Le 14 septembre, les sénateurs Ben Cardin et Tim Caine ont évoqué le cas du Dr. Goubad lors de l'audition de la commission sénatoriale des relations étrangère,.
Tom Lantos, à la Commission des droits de l'homme, suit le cas de Goubad Ibadoghlou avec Freedom Now comme partenaire et Chris Smith comme défenseur d’Ibadoghlou,.
Le 14 septembre 2023, le Département d'État des Etats-Unis a fait une déclaration exhortant le gouvernement azerbaïdjanais à libérer immédiatement Goubad Ibadoghlou.

#### Royaume-Uni
Jeremy Corbyn a déclaré lors d'une discussion au parlement britannique : « Le Dr. Goubad Ibadoghlou] est un éminent universitaire, fier de son indépendance académique et de l'objectivité de son travail et de ses études. Il ne se laissera intimider par personne en ce qui concerne ce qu'il écrit ou la manière dont il l'écrit. Il se trouve actuellement dans une situation difficile et je serais reconnaissant au ministre de nous assurer que le gouvernement britannique fera tout ce qui est en son pouvoir pour veiller à ce qu'il reçoive le soutien médical et l'attention dont il a besoin, ainsi que pour garantir son droit à exercer sa profession et à vivre en paix»,.

#### Europe
Les députés allemands Kassem Taher Saleh et Robin Wagener ont exprimé leur soutien à son cas,.
Le rapporteur de l'APCE a appelé le gouvernement azerbaïdjanais « à abandonner les accusations politiquement motivées et à assurer sa libération immédiate ». La Commission des affaires étrangères du Parlement européen et le Bureau des droits de l'homme des Nations unies ont également fait une déclaration demandant sa libération immédiate,.
Le 14 septembre 2023, le Parlement européen a adopté une résolution (539 voix pour, six contre et 24 abstentions) exigeant la « libération immédiate et inconditionnelle » de Gubad Ibadoghlu et demandant que « des sanctions de l'UE au titre du régime de sanctions globales de l'UE en matière de droits de l'homme soient imposées aux responsables azerbaïdjanais qui ont commis de graves violations des droits de l'homme »,

#### Azerbaïdjan
Les activistes de la société civile et les politiciens de l'opposition d'Azerbaïdjan ont condamné la persécution du Dr Goubad par les autorités. Les poursuites pénales contre Goubad Ibadoglou sont de nature politique, selon Roufat Safarov, directeur de l'organisation de défense des droits de l'homme « Line of Defense ». Le président du Parti du Front populaire d'Azerbaïdjan (PPFA), Ali Kerimli, estime également que l'arrestation du célèbre politicien et scientifique Ibadoglou est « un acte de répression politique ». Jamil Hasanli, président du Conseil national des forces démocratiques, a qualifié l'arrestation d'Ibadoglou de « mesure honteuse du régime ». Plusieurs mouvements féministes et militants LGBTQIA+ condamnent également l'arrestation du Docteur,. Le 6 août, des demandeurs d'asile azerbaïdjanais ont manifesté sur la place centrale de Strasbourg-Kleber pour réclamer la libération du Docteur. Un grand groupe de représentants de l'intelligentsia créative et scientifique, de la société civile, des médias et de la communauté juridique d'Azerbaïdjan a demandé au président Ilham Aliyev de contribuer à la libération de l'économiste Goubad Ibadoghlou,.
Le Conseil public des Talyshs d'Azerbaïdjan (OST) a fermement condamné l'arrestation.

#### Autres réactions
Amnesty International a lancé une action urgente pour demander la libération d'Ibadoghlou, en invoquant la détérioration de son état de santé et les conditions inhumaines de sa cellule. « Il est détenu dans une petite cellule avec cinq autres hommes, se contentant de l'eau du robinet qui n'est pas potable et de la nourriture de la prison qui n'est pas adaptée à son diabète et à ses autres problèmes de santé. Il souffre de maladies cardiaques, de diabète de type 2, de maladies rénales, d'une distension de la veine jugulaire, d'ulcères d'estomac et de graves douleurs lombaires, et son état de santé se détériore rapidement. Ses médicaments lui sont administrés selon un calendrier irrégulier, ce qui augmente le risque d'accident vasculaire cérébral et de développement d'autres maladies cardiaques et d'autres affections potentiellement mortelles », a écrit Amnesty International dans sa déclaration.
L'OMCT a appelé au respect de ses droits en citant la détérioration de son état de santé, les conditions de détention ainsi que les obstacles rencontrés par Goubad Ibadoghlou pour entrer en contact avec son avocat.
MDe nombreuses organisations non gouvernementales et internationales ont demandé la libération de Goubad Ibadoghlou, notamment Human Rights Foundation, Publish What You Pay, World Movement for Democracy, Natural Resource Governance Institute, Freedom House, Institute for Reporters' Freedom and Safety, Scholars at Risk, Norwegian Helsinki Committee, Freedom Now, Extractive Industries Transparency Initiative, The New University in Exile Consortium, Eastern Partnership Civil Society Forum et Crude Accountability, Rights to All, Amnesty Germany, IPRF, Amnesty Hungary, Freie Universität Berlin, Southern Africa Resource Watch.
Des immigrés politiques en Allemagne ont entamé une protestation de 10 jours devant le ministère des Affaires étrangères d'Allemagne pour réclamer la libération du Dr Goubad Ibadoghlou et des prisonniers politiques en Azerbaïdjan. L'action a débuté le 20 août 2023.
En réaction à son arrestation, d'autres déclarations publiques ont été faites par des institutions universitaires. notamment par le Center for Slavic, Eurasian, et East European Studies (CSEEES) de l'université de Caroline du Nord, qui a appelé les autorités azerbaïdjanaises à libérer Goubad Ibadoghlou,.
Le recteur de l'Université technique de Dresde, où le Dr Goubad était censé commencer à travailler à l'automne 2023, a envoyé une lettre à Ilham Aliyev concernant l'arrestation du Dr Goubad et appelant à sa libération.

### Campagne d’anniversaire: «52ème anniversaire dans 52 villes»

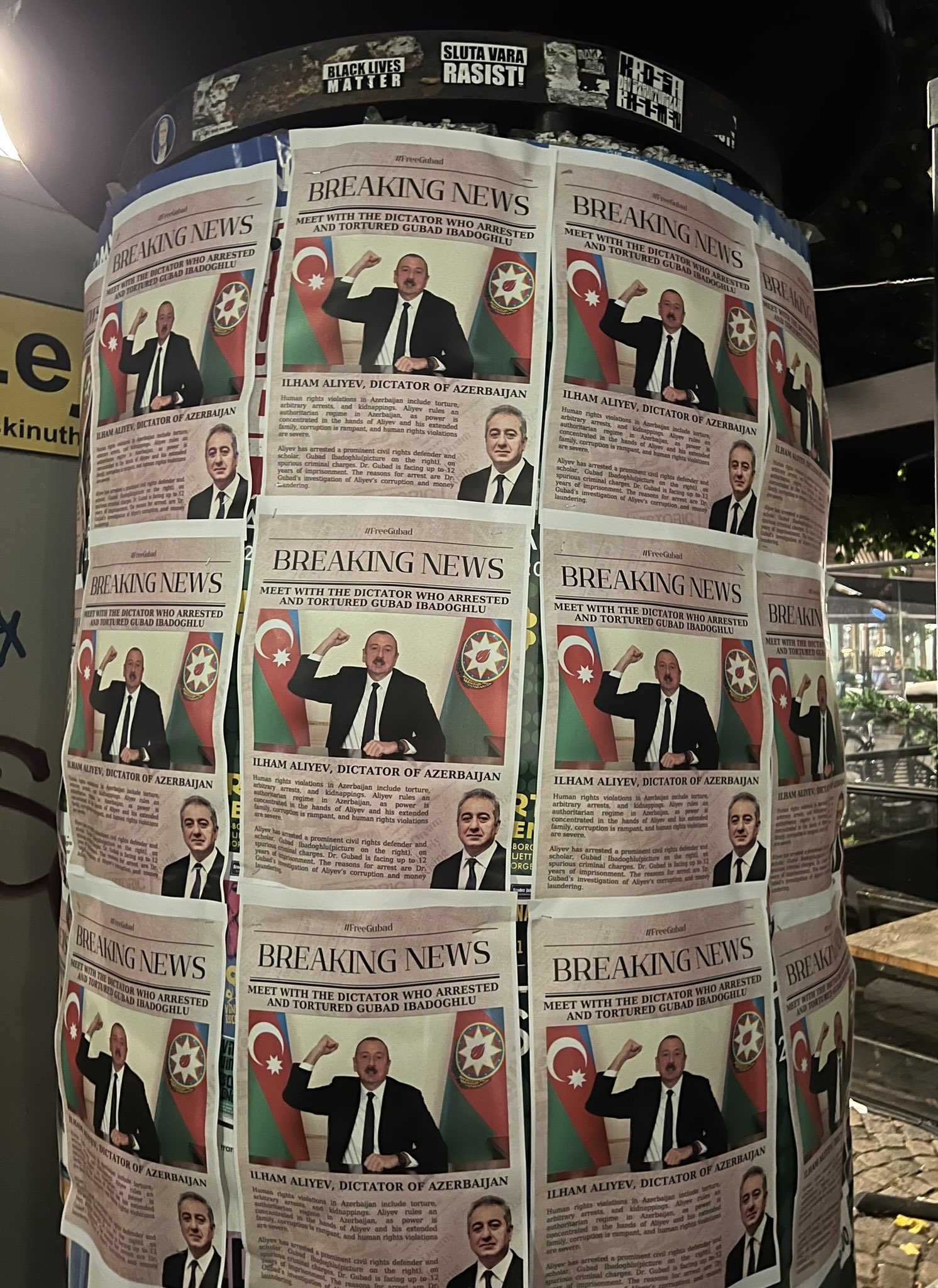
Campagne d'anniversaire en Suède. Des affiches représentent Ilham Aliyev, le président de l’Azerbaïdjan.

Le 12 septembre 2023, le Dr Goubad avait passé 52 jours en détention et ce jour-là coïncidait avec son 52ème anniversaire. Une campagne d'anniversaire a été organisée par sa famille dans 52 villes à travers le monde La campagne d'anniversaire a commencé au Timor oriental et s'est poursuivie dans plus de 50 pays[202]. La campagne a eu un écho dans le monde entier.

Le 12 septembre 2023, un groupe d'immigrés politiques azerbaïdjanais a tenu un piquet de grève à Strasbourg, en France, pour réclamer la liberté de Goubad Ibadoghlou. Les immigrés politiques en prison ont célébré son 52ème anniversaire. Les manifestations de « 52 actions dans 52 villes » organisées à l'occasion de l'anniversaire de l'économiste se sont déroulées à Berlin devant le Bundestag.

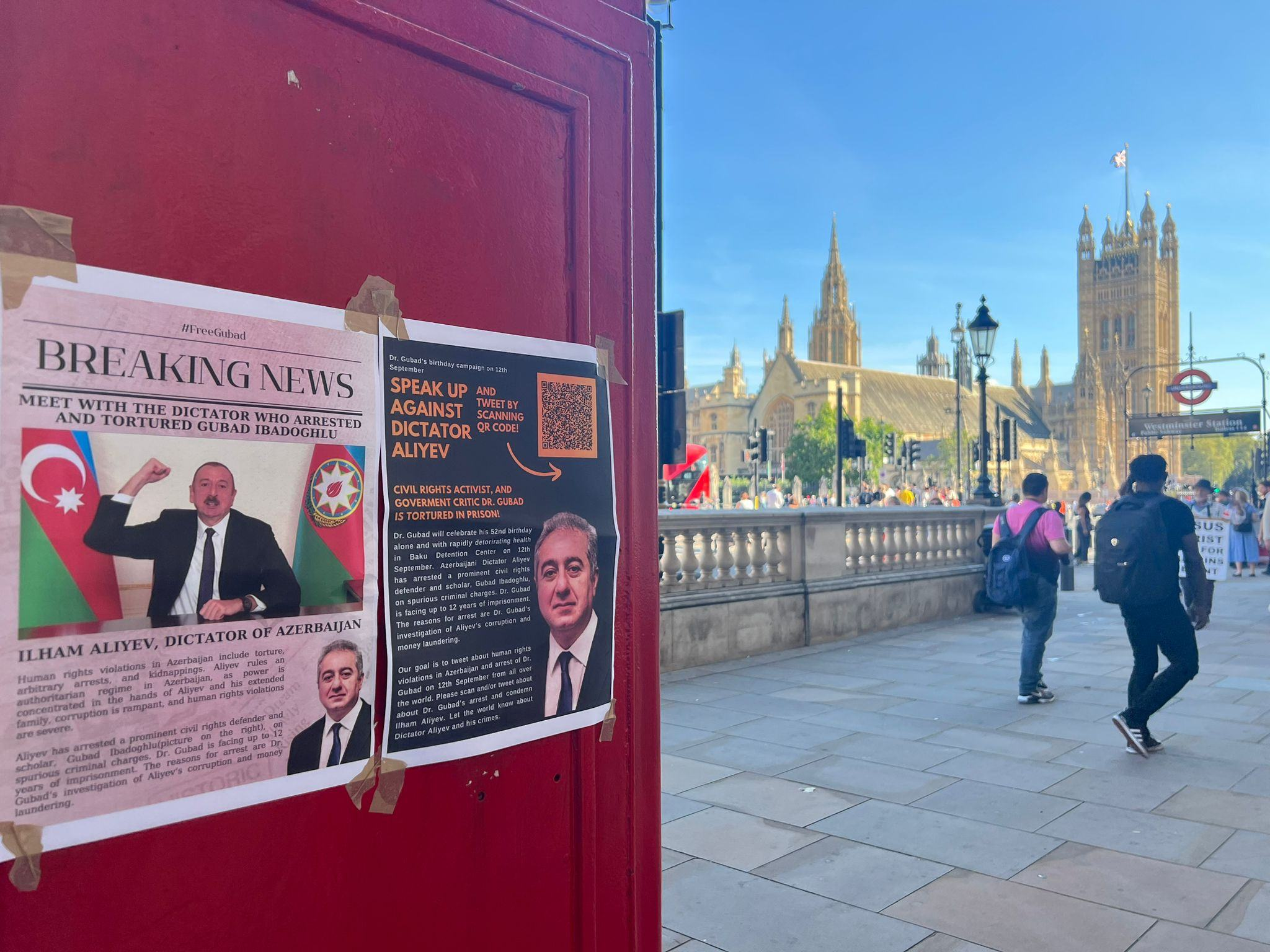
Affiches de campagne d'anniversaire à Londres.

 Human Rights Watch, Crude Accountability, Publish What You Pay, Norwegian Helsinki Committee, Natural Resource Governance Institute, Off-University, National Endowment for Democracy, Civil Control in Kazakhstan, Nash Vek i Kyrgyzstan, New University in Exile le personnel de la LSE et People In Needont tous publié des déclarations de soutien à la campagne.
Amnesty International a soutenu la campagne d'anniversaire, de même que plusieurs de ses antennes régionales. Ce jour-là, Amnesty Suède, Amnesty Hunagry et Amnesty Venezuela ont publié des articles sur le Dr Goubad Ibadoghlou.
Freedom Now, Crude Accountability et Amnesty USA se sont rassemblés devant la Maison Blanche pour soutenir le Dr Goubad et demander sa libération.

## Bourses
- Programme de bourses Ludovika, 2022[212],[213]
- Institute for International Education/Scholar Rescue Fond (IIE/SRF), 2017, chercheur invité à l'Institute for Advanced Study, Princeton, NJ, États-Unis, 2 octobre 2017- 2 avril 2018[214]
- Chercheur Fulbright, professeur invité à l'Université Duke, Durham, États-Unis, septembre 2015- mars 2016[215]
- Programme de bourses Reagan-Fascell pour la démocratie, NED, Washington DC, États-Unis, mars-août 2015[216]
- Junior Faculty Development Program (JFDP), ACCELS, Université de Caroline du Nord à Chapel Hill, NC, États-Unis, décembre 2008 - mai 2015[192]
- Institute for International Education/Scholar Rescue Fond (IIE/SRF), Central European University, Budapest, Hongrie, janvier - juin 2005[1]
- Programme de bourses de la mer Noire attribué par l'OSI Est - Est : Partnership Beyond Borders Program avec la coopération Bulgarian Centre for Not-for-Profit Law, Sofia, Bulgarie, juillet-août 2009[1]
- Prix de la société civile décerné par l'Open Society Fund, décembre 2018 - mars 2019[1]
- Programme de bourses du Centre de la société civile de Prague, juin-août 2018[1]
- Fondation Jozef Mianowski pour la promotion de la science, Académie polonaise des sciences et des arts, Varsovie, décembre 2000 - juin 2001[1]

## Vie personnelle et famille
Goubad Ibadoghlou est marié à Irada Bayramova et a trois enfants : Zhala Bayramova, Ibad Bayramov et Emin Bayramli.

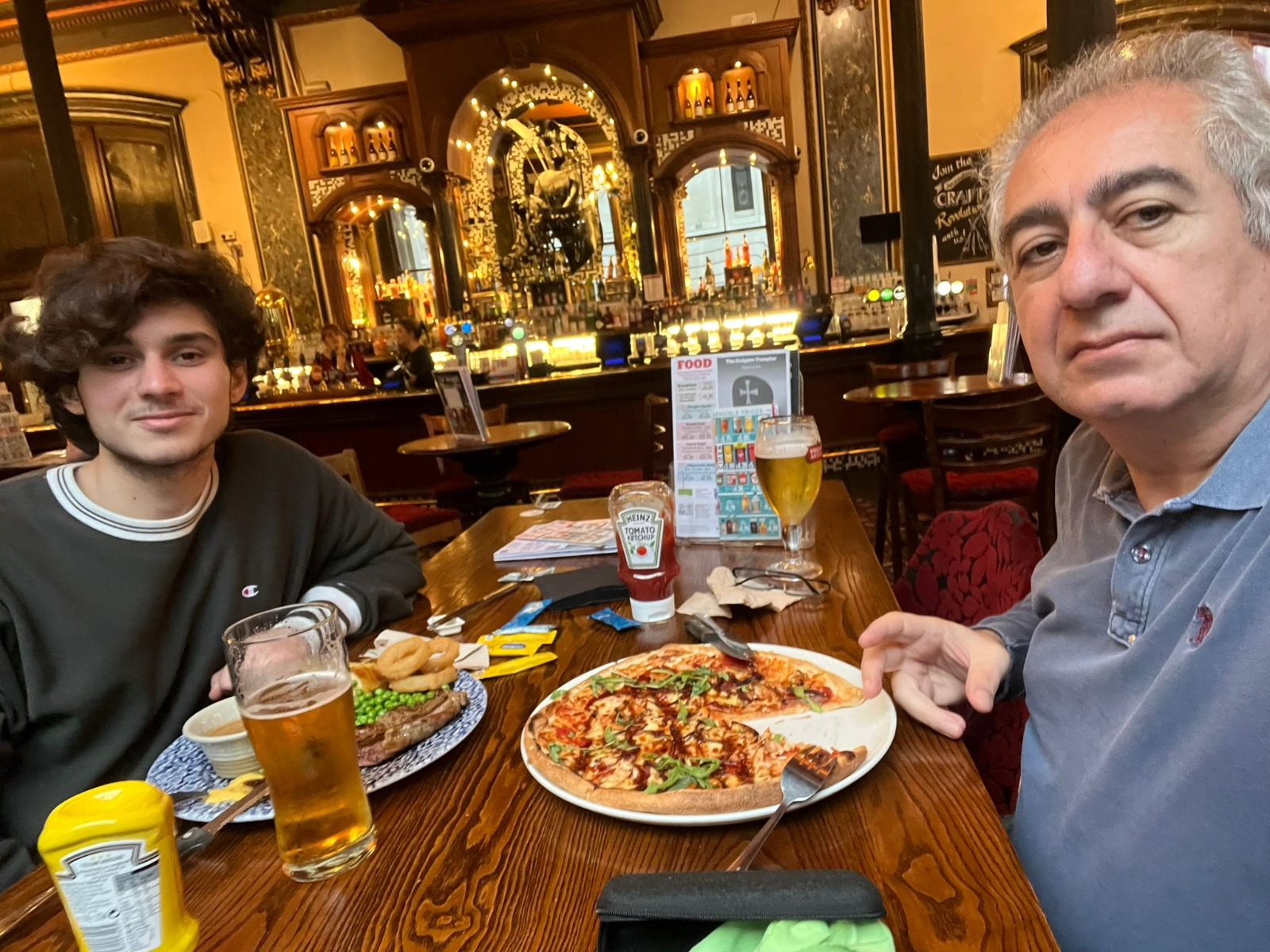
Le Dr Goubad avec son fils Ibad.

Zhala Bayramova est une avocate spécialisée dans les droits de l'homme qui se concentre sur les affaires LGBTQ+. Elle a travaillé sur plusieurs affaires en Azerbaïdjan et nombre d'entre elles ont été soumises à la Cour européenne des droits de l'homme,. Elle est également une militante pacifiste et a été l'une des organisatrices des manifestations du mouvement féministe azerbaïdjanais. Zhala Bayramova a été la cible d'une campagne de diffamation pour son militantisme en faveur de la paix, et le Dr Goubad a particulièrement soutenu les critiques de Zhala à l'égard du blocus, affichant ses critiques à l'égard des mesures actuellement en place. Elle a également été détenue et agressése physiquement et sexuellement par la police en Azerbaïdjan en 2021,.
Ibad Bayramov a également commencé à étudier la finance à l'université de Lund en 2023 grâce à une bourse SI.
Emin Bayramli étudie actuellement à l'université Rutgers, financé par le fonds d'urgence du doyen.